# Congresul Naționalităților Oprimate din Imperiul Austro-Ungar
Congresul Naționalităților Oprimate din Imperiul Austro-Ungar (în engleză Congress of Oppressed Nationalities of the Austria-Hungarian Empire, în italiană Il Congresso delle Nazionalità oppresse dall’Austria-Ungheria, în germană Kongress der unterdrückten Völker Österreich-Ungarns, în sârbocroată Kongres potlačenih naroda Austro-Ugarske, în cehă Kongres utlačovaných národů rakousko-uherských, în slovacă Kongres utláčaných národov Rakúsko-Uhorska) a avut loc spre sfârșitul Primului Război Mondial la Roma (Regatul Italiei), între 8 și 10 aprilie 1918.

## Pregătire și hotărâri
Evenimentul, la care au participat delegații cehoslovace, italiene, iugoslave, poloneze și române din Austro-Ungaria, a urmat publicării celor 14 puncte ale președintelui Wilson și a reprezentat începutul sprijinului real pentru mișcările de independență ale națiunilor și pentru destrămarea Austro-Ungariei. Delegațiile ucrainene sau rusine nu au fost invitate să participe la Congres din cauza obiecțiilor ridicate de reprezentanții polonezi. Decizia de a găzdui acest eveniment a fost luată după ce prim-miniștrii Vittorio Emanuele Orlando al Italiei și Nikola Pašić al Serbiei au devenit îngrijorați de declarația anterioară a premierului britanic David Lloyd George, potrivit căreia destrămarea Austro-Ungariei nu era unul dintre scopurile militare ale alianței sale, și au decis să acorde prioritate autodeterminarii națiunilor din Austro-Ungaria înainte de demarcația viitoare a frontierelor de la Marea Adriatică. Congresul a respins propunerile austrofile de menținere a existenței monarhiei ca garant împotriva naționalismului violent și exclusivist din regiune și a susținut, în schimb, că războiul este un conflict între democrație și autocrație.
Alături de reprezentanții naționalităților interesate, toate statele membre ale Antantei și Statele Unite ale Americii și-au trimis ambasadorii, iar Congresul a concluzionat că toate naționalitățile supuse total sau parțial Austro-Ungariei au dreptul la o independență deplină. Alegerea ceremonială a fost făcută de prim-ministrul italian Vittorio Emanuele Orlando atunci când a decis să primească delegația viitorului stat iugoslav vecin înaintea oricărei alte delegații venite la acest congres. Delegația cehoslovacă a fost condusă de Edvard Beneš și Milan Rastislav Štefánik și a fost formată din reprezentanți cehi și slovaci, care erau cu toții membri ai Consiliului Național Cehoslovac. Participanții au fost de acord să lase deoparte orice dispută între ei care ar ajuta eforturile de război ale Puterilor Centrale și care ar putea afecta negativ opinia publică din țările aliate.
O condiție prealabilă importantă pentru obținerea acordului italian privind găzduirea evenimentului a fost îndeplinită în cursul întâlnirilor desfășurate la 14 și 18 decembrie 1917 în casa jurnalistului britanic Wickham Steed⁠(d) (redactorul-șef al departamentului de politică externă al ziarului The Times), unde Comitetul Iugoslav a acceptat, în principiu, viitorul acord Torre⁠(d) – Trumbić⁠(d) (7 martie 1918) cu privire la delimitarea frontierei dintre Italia și viitorul stat iugoslav. La 29 mai 1918 Departamentul de Stat al Statelor Unite ale Americii a exprimat interesul puternic al guvernului american pentru punerea în aplicare a hotărârilor Congresului și simpatia sa sinceră pentru obiectivele naționale cehoslovace și iugoslave.

## Delegați
La congres au participat următoarele delegații:
- Delegația italiană (cu excepția comitetului pregătitor): senatorii Luigi Albertini, Luigi Della Torre și Vito Volterra; deputații Arnaldo Agnelli, Giuseppe Canepa, Pietro Lanza di Scalea, Luigi Federzoni, Ferdinando Martini, Vittorio Scialoja și Alessandro Tasca Filangeri di Cutò, politicienii, jurnaliștii și publiciștii Giuseppe Antonio Borgese, Roberto Forges Davanzati, Giovanni Giuriati, Giuseppe Lazzarini, Giovanni Lorenzoni, Paolo Mantica, Benito Mussolini, Ugo Ojetti, Maffeo Pantaleoni, Emanuele Paternò, Carlo Emanuele a Prato, Giuseppe Prezzolini, Gaetano Salvemini, Pietro Silva și Domenico Andrea Spada.
- Delegația ceho-slovacă: Edvard Beneš, Rudolf Gábriš, František Hlaváček, Štefan Osuský, Antonin Papírník, Milan Rastislav Štefánik, Lev Sychrava și Jan Šeba.
- Delegația iugoslavă: Jovan Banjanin, Riccardo Gazzarri, Ivan Meštrović, Petrović, Nikola Stojanović, Milan Srškić, Dinko Trinajstić, Ante Trumbić, Milivoj Jambrišak.
- Delegația Adunării Naționale Sârbe (12 membri): Kosta Stojanović, Nastas Petrović, Aranđelović, Dorděvic, Zretković, Vukičević, Pavlović, Pera Jovanović, Joksimović ș.a.
- Delegația poloneză: Maciej Loret, Jan Modzelewski, Jan Emanuel Rozwadowski, Marian Seyda, Konstanty Skirmunt, Bohdan Winiarski, Zygmunt Zaleski și Jan Zamorski, plus Kazimierz Sypniewski (invitat din America).
- Delegația română: G.G. Mironescu (profesor la Universitatea din București și senator), Simion C. Mândrescu (președintele Asociației Românilor din Transilvania și Bucovina), dr. Nicolae Lupu (deputat), Dumitru Drăghicescu (senator) și Benedetto de Luca (profesor și publicist).[14]
- Delegația franceză: deputații Henry Franklin-Bouillon, Albert Thomas, Étienne Fournol și Pierre de Quirielle;
- Delegația engleză: Henry Wickham Steed și Robert William Seton-Watson;
- Delegația americană: Nelson Gay.[11]